# Vydūnas
Wilhelm Storost (en lituanien Vilius Storosta) né le 22 mars 1868 et mort le 20 février 1953, plus connu sous son pseudonyme Vydūnas, est un poète, philosophe, humaniste et théosophe lituanien de Prusse.